# José Alberto Benítez
José Alberto Benítez Román (14 november 1981) is een Spaans voormalig wielrenner, beroeps van 2004 tot 2011. Benítez Román moest het met name van kleinere koersen hebben.

## Overwinningen
2003
- 1e etappe Volta ao Portugal do Futuro

2004
- 1e etappe Volta a Coruña
- 3e etappe Ronde van Tenerife

2005
- 1e etappe deel a Vuelta Ciclista a León

## Resultaten in voornaamste wedstrijden
| Jaar | Ronde van Italië | Ronde van Frankrijk | Ronde van Spanje |
| ---- | ---------------- | ------------------- | ---------------- |
| 2006 |                  |                     | 101e             |
| 2007 |                  |                     |                  |
| 2008 | 106e             |                     |                  |
| 2009 |                  |                     |                  |
| 2010 |                  | 145e                | 73e              |
| 2011 |                  |                     | 130e             |

| Jaar | Milaan-San Remo | Amstel Gold Race | Luik-Bast.‑Luik | Ronde van Lombardije |  | Wereldranglijsten |
| ---- | --------------- | ---------------- | --------------- | -------------------- |  | ----------------- |
| 2006 |                 |                  |                 |                      |  |                   |
| 2007 |                 | 99e              | 81e             | 33e                  |  |                   |
| 2008 | 83e             |                  |                 |                      |  | 57e (UPT)         |
| 2009 |                 |                  |                 |                      |  |                   |
| 2010 |                 |                  |                 |                      |  |                   |
| 2011 |                 |                  |                 |                      |  |                   |